# Hrubý Šúr
Hrubý Šúr (in ungherese Hegysúr) è un comune della Slovacchia facente parte del distretto di Senec, nella regione di Bratislava.